# Peloton d'intervention
Cet article possède un paronyme, voir Peloton de surveillance et d'intervention de la Gendarmerie.
Dans la Gendarmerie nationale française, chaque escadron de gendarmerie mobile comporte un peloton d'intervention ou « PI ». Le PI est un peloton organique et à ce titre assure les mêmes missions que les autres pelotons de son escadron mais il remplit également des missions plus spécialisées — au profit de son unité ou d'autres unités de la Gendarmerie — pour lesquelles ses personnels ont été sélectionnés, entraînés et équipés, en l'occurrence :
- missions de maintien de l'ordre : interpellation de meneurs ou d'individus particulièrement violents, protection de personnes ou de biens, pénétration dans des lieux barricadés, etc. ;
- missions au profit de la gendarmerie départementale : interpellations judiciaires, escortes et transfèrements de détenus, interventions en milieu périlleux à l'aide de moyens de franchissement (terrain accidenté, milieu aérien..) à des fins de secours à personne ou d'ordre public, etc.

Les « PI » sont également sollicités ponctuellement pour d'autres missions de sécurité : sécurisation de sites, protection de personnalités, etc.
Enfin, ils assurent, avec les PSIG Sabre de la gendarmerie départementale et les brigades anti-criminalité (BAC) de la Police nationale, la première intervention (appelée primo-intervention) dans le cadre du schéma national d'intervention des forces de sécurité élaboré en réponse aux attaques terroristes de novembre 2015.
La Garde républicaine, qui fait également partie de la Gendarmerie, comporte également des pelotons d'intervention dont la composition et les missions sont proches de celles des PI de la gendarmerie mobile. Au nombre de sept en 2022, ils sont regroupés au sein de deux compagnies de sécurité et d'honneur (CSH) spécialisées (une pour chacun des deux régiments d'infanterie).

## Rôle et positionnement des pelotons d'intervention

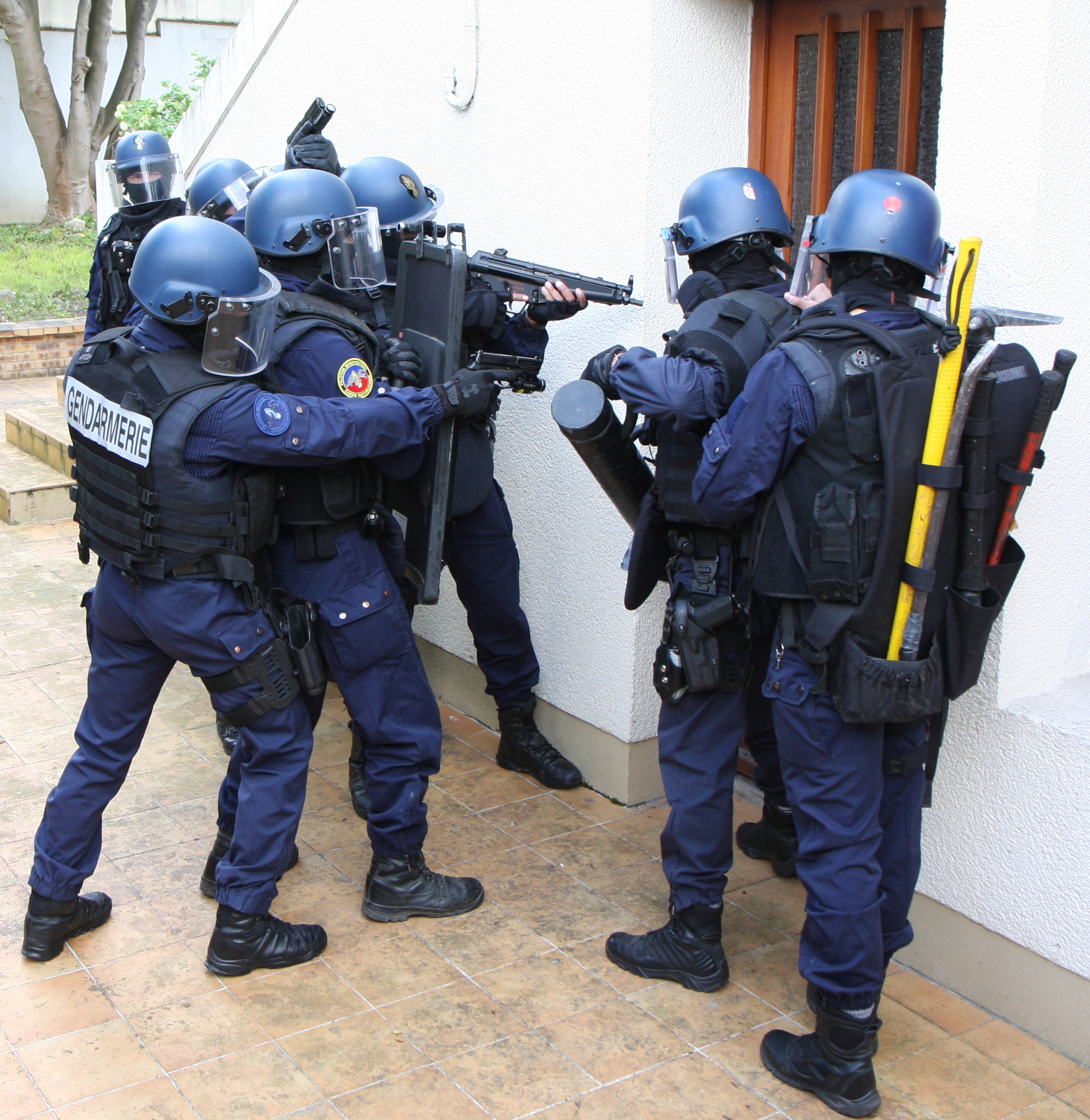
Peloton d'intervention de la Garde Républicaine - exercice d'interpellation domiciliaire.

Le « PI » est une unité d'intervention et de franchissement opérationnel qui s'inscrit dans une gradation de moyens permettant de mettre en œuvre du personnel entraîné pour des situations de gravité croissante :
- peloton de surveillance et d'intervention (« PSIG ») de la gendarmerie départementale ;
- peloton d'intervention de la gendarmerie mobile ou de la Garde républicaine ;
- peloton spécialisé de protection de la Gendarmerie (« PSPG »),  unités d'élite dont la mission principale est la protection des sites nucléaires ;
- Antennes régionales du GIGN (« AGIGN»);
- GIGN.

La Gendarmerie distingue trois niveaux d'intervention : l'« intervention professionnelle » (également appelée « intervention élémentaire »), qui concerne tous les gendarmes dans le traitement d'événements prévus ou imprévus; l'« intervention intermédiaire » qui correspond à un niveau de danger supérieur et l'« intervention spécialisée » qui concerne les situations les plus dangereuses. Un PI est compétent dans le domaine de l'intervention intermédiaire. Cependant, il n'existe pas de correspondance exacte entre les différents niveaux d'intervention et les types d'unités impliqués. Ainsi, par exemple, un PI peut être amené à effectuer une opération qui relève de l'intervention professionnelle parce que les circonstances, la topographie d'un site ou les moyens à mettre en œuvre justifient son emploi. 
Le PI, commandé par un lieutenant ou un capitaine, est composé de deux groupes. Pour accomplir ses missions, il peut déployer jusqu'à 18 personnels.

## Pelotons d'intervention de la gendarmerie mobile

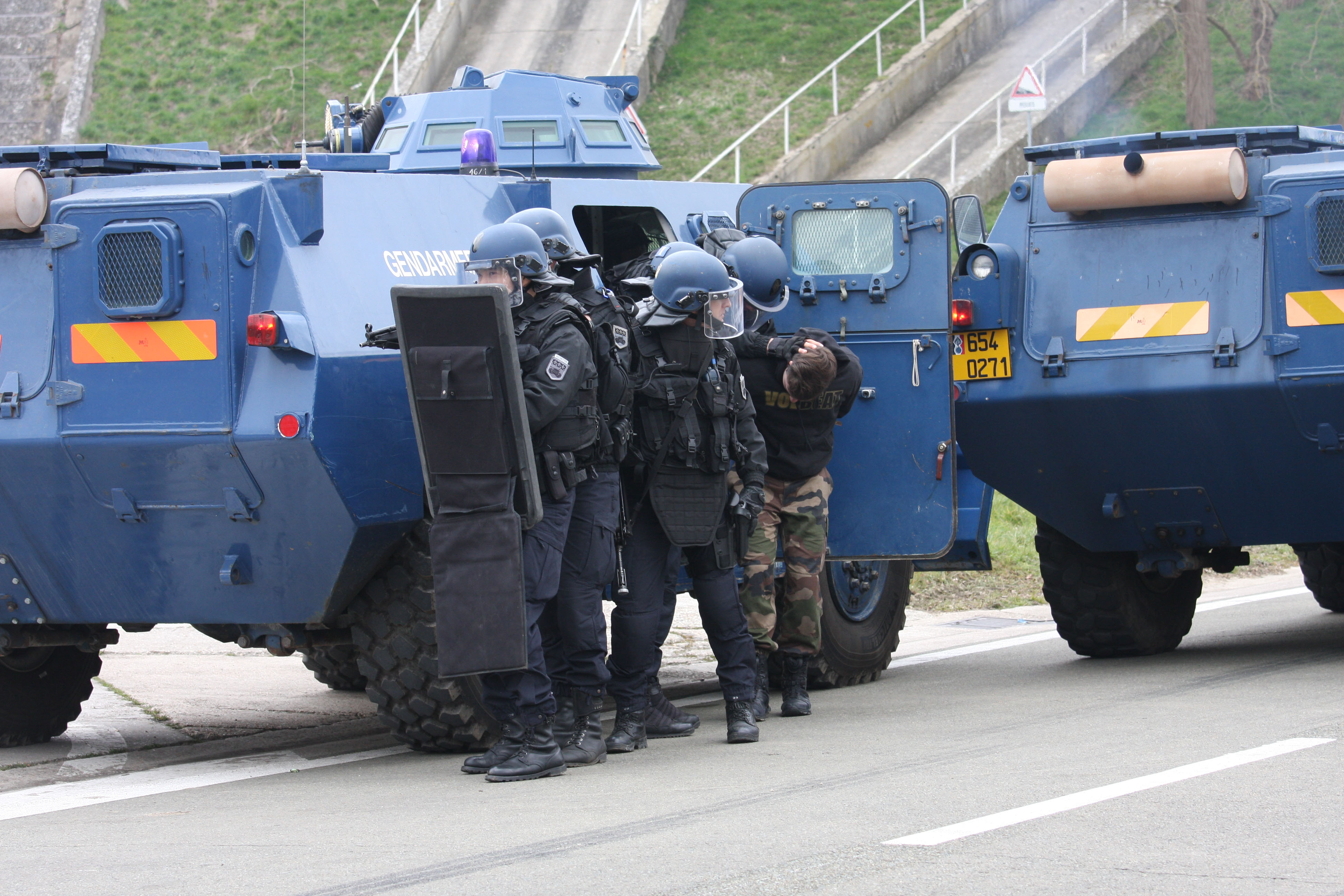
PI du Groupement blindé GM. Démonstration d'interpellation d'un émeutier.

Jusqu'en 2001, les escadrons sont constitués d’un peloton hors rang et de trois pelotons de marche. À partir de 1981, chaque escadron constitue une équipe légère d’intervention (ELI) à partir du personnel prélevé ponctuellement sur les pelotons de marche. Ces ELI sont chargées de missions particulières de maintien de l’ordre (arrestations de meneurs, protection du personnel, pénétration dans des locaux barricadés, etc.) ainsi que de missions de renfort au profit de la gendarmerie départementale (par exemple arrestations de personnes recherchées). À partir de 1997, certains escadrons remplacent leur ELI par un peloton léger d’intervention permanent (PLI). 
À partir de 2001, c’est l’ensemble des escadrons qui adopte une structure quaternaire (un peloton hors rang et quatre pelotons de marche dont un peloton d’intervention).

## Pelotons d'intervention de la garde républicaine

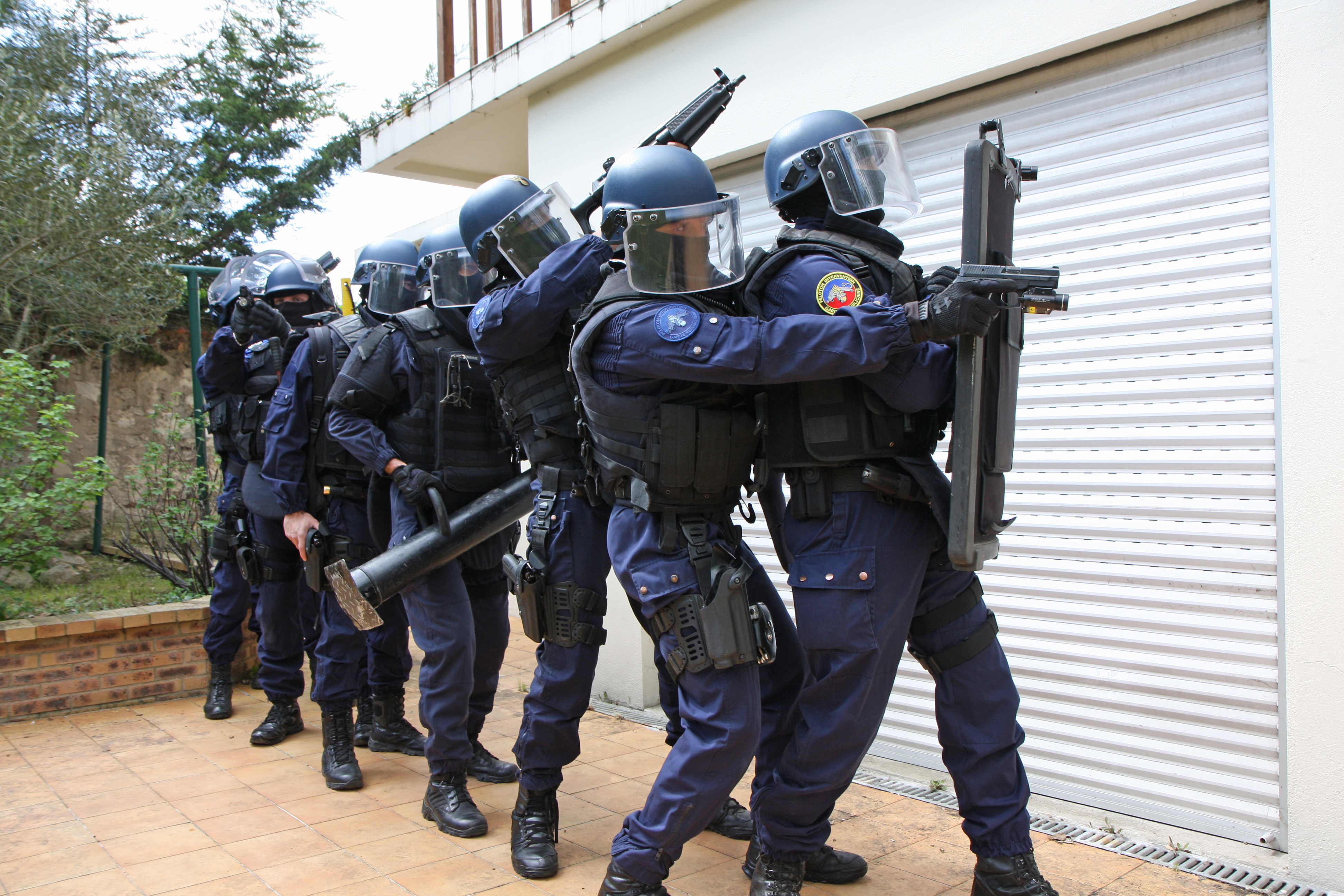
PI de la Garde républicaine lors d'un entrainement - colonne d'assaut.

La Garde républicaine comporte également des pelotons d'intervention : trois au 1er régiment d'infanterie (RI) et quatre au 2e RI. Cette organisation a évolué dans le temps : depuis 2019, chacun des deux régiments d'infanterie regroupe ses pelotons d'intervention au sein d'une compagnie de sécurité et d'honneur (CSH) spécialisée qui compte également un peloton d'appui tactique alors que, précédemment, les PI étaient répartis dans chacune des sept compagnies de sécurité et d'honneur (trois au premier régiment et quatre au deuxième). Chaque CSH comportait alors trois sections de marche et un peloton d'intervention. Les missions sont comparables à celles des PI de la gendarmerie mobile pour l'assistance à la gendarmerie départementale mais l'emploi des PI de la Garde (ou « PIGR ») reflète la priorité de la garde républicaine qui est la sécurité des organismes gouvernementaux ou parlementaires et les PIGR sont rarement employés au maintien de l'ordre. Par contre, ils remplissent des missions spécifiques qui leur sont propres : ainsi ils peuvent être déployés sur des événements exceptionnels (par exemple lors du tremblement de terre d'Haïti en 2010) et participent régulièrement à l'opération Harpie de lutte contre l'orpaillage clandestin en Guyane. Chacun des sept PIGR est employé à tour de rôle pour une durée de trois mois dans un département ou territoire d'outre-mer et notamment en Guadeloupe ou à Saint-Martin.

## Armement et équipement
- Pistolet : SIG 2022,
- Fusils à pompe,

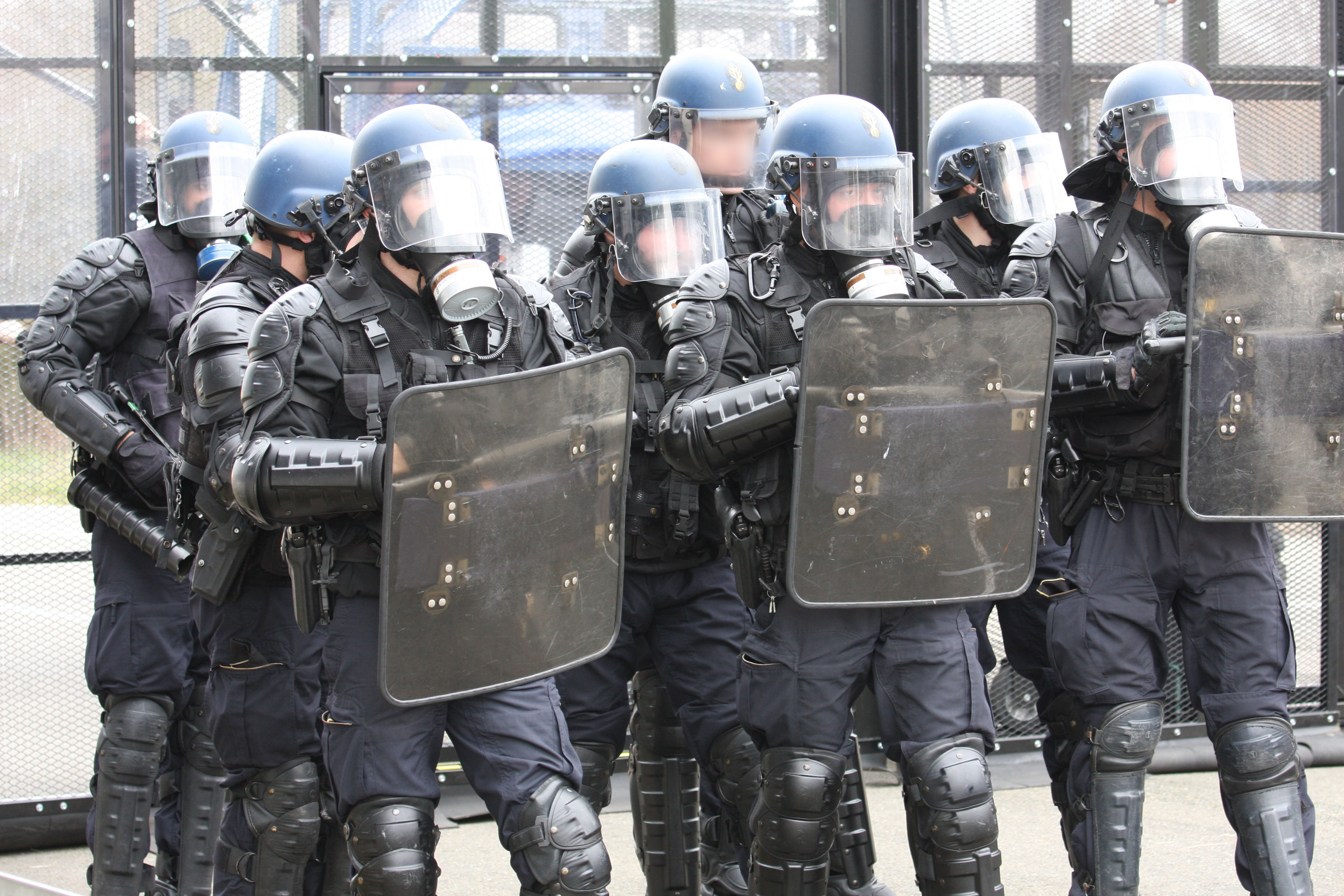
PI de la gendarmerie mobile.

- Pistolets mitrailleurs : HK UMP et HK MP5,
- Fusil d'assaut: FAMAS,HK G36 KA3
- Fusil mitrailleur AANF1.

Les gendarmes des PI disposent aussi d'armement non létal, tels que grenades lacrymogènes ou à effet de souffle (GM2L) et leurs lanceurs, lanceurs de balles de défense (LBD) et Pistolet à impulsion électrique (Taser).
La dotation des pelotons comprend également :
- équipements de protection adaptés aux missions d'intervention : gilets et visières pare-balles, boucliers balistiques, etc.
- équipements d'escalade et de franchissement (cordage)
- dispositifs spécialisés d'ouverture (vérins hydrauliques, béliers, outils multifonctions, etc.).

## Recrutement

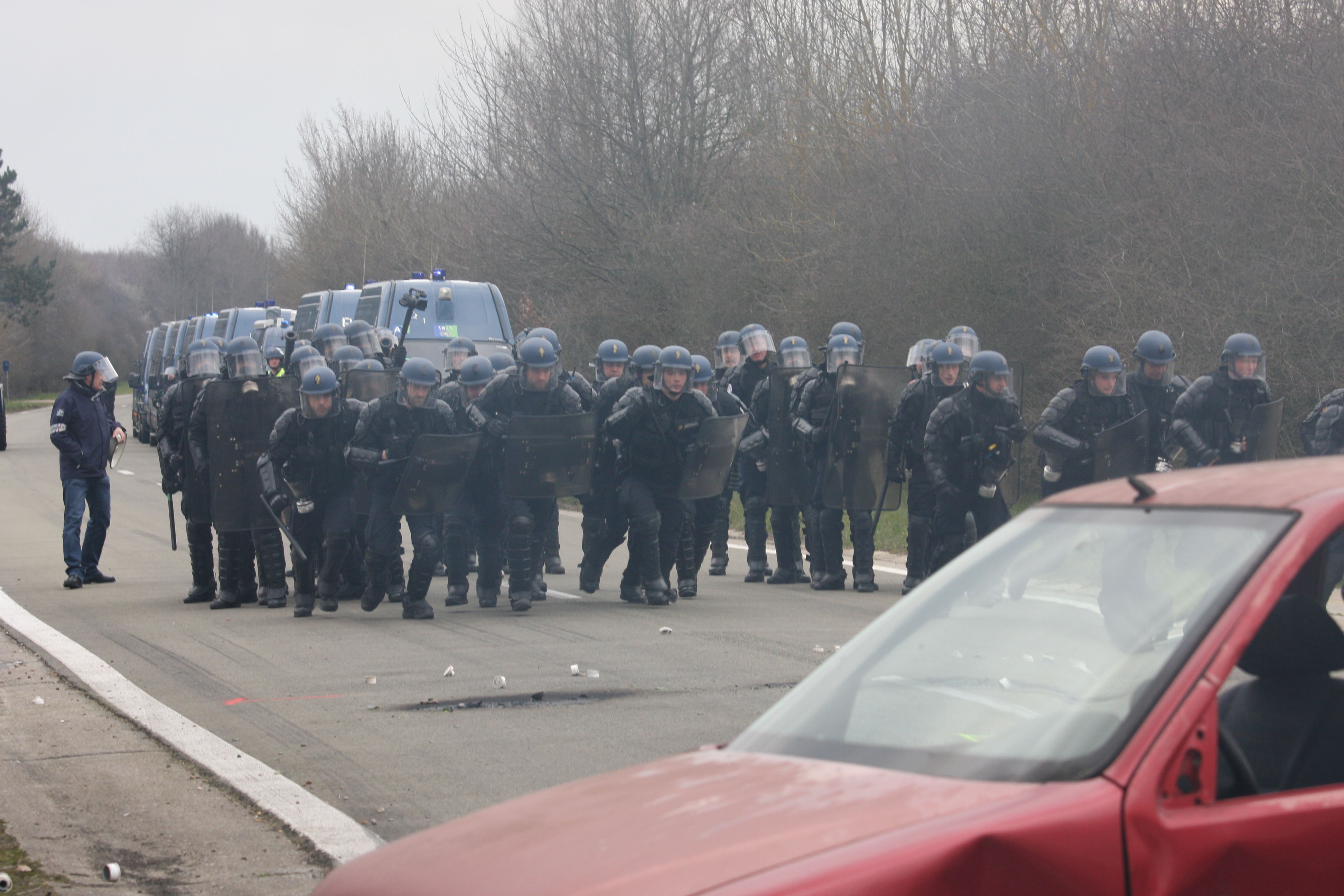
Peloton d'intervention de la gendarmerie mobile : exercice de maintien de l'ordre

Le recrutement du personnel se fait au sein de l'unité-mère (escadron ou compagnie). Pour certains gendarmes, la sélection au sein d'un PI est une première étape dans un parcours qui les amènera à postuler pour un poste au sein d'une unité spécialisée dans l'intervention : PSPG, antenne GIGN ou GIGN. 
La sélection se fait sur la base de critères de différente nature : 
- motivation
- connaissance des textes légaux et procédures associées
- épreuves physiques et sportives
- connaissances et aptitudes en intervention professionnelle (IP)
- connaissance des armements, sécurité et épreuves de tir
- test d'agressivité
- franchissement opérationnel

Les emplois en peloton d'intervention sont ouverts aux femmes dans la Garde républicaine et la gendarmerie mobile  (depuis 2016 dans la gendarmerie mobile).